# Bebé (giocatore di calcio a 5)
Euclides Gomes Vaz, meglio conosciuto come Bebé (Lisbona, 19 maggio 1983), è un ex giocatore di calcio a 5 portoghese.
Con la nazionale portoghese è stato campione del mondo nel 2021 e campione europeo nel 2018 e nel 2022.

## Carriera
Bebé ha disputato 136 incontri con la nazionale portoghese. Al termine della stagione 2021-22 ha annunciato il suo ritiro.

## Palmarès
- Campionato mondiale: 1
Lituania 2021
- Campionato d'Europa: 2
Slovenia 2018, Paesi Bassi 2022